# Fotó Háber
A Fotó Háber 1963-ban bemutatott fekete-fehér magyar krimi Latinovits Zoltán és Ruttkai Éva főszereplésével, Várkonyi Zoltán rendezésében. A drámai, feszült kémfilm kísérlet volt a műfaj hazai meghonosítására.

## Cselekmény
Háber fényképész üzletében nem minden az, aminek látszik, tevékenységük felkelti a kémelhárítás figyelmét is. Csíky Gábort küldik, hogy épüljön be a bűnbandába, aki hamar elnyeri Háberék bizalmát, és a következő akcióban már ő is részt vesz. Háber bizalma nem teljes: fiatal kolléganőjét, Annit kéri meg, hogy tartsa szemmel Csíkyt. Anni azonban beleszeret a férfiba és segít neki Háberék lebuktatásában.

## Szereplők
- Latinovits Zoltán - Csíky Gábor
- Ruttkai Éva - Anni
- Szakáts Miklós - Háber
- Sulyok Mária - Trafikosnő
- Lehoczky Zsuzsa - Mucus
- Csákányi László - Schmidt
- Nagy Attila - Hosszú
- Várkonyi Zoltán - Schultze
- Inke László
- Ungváry László - Balogh
- Bárány Frigyes
- Szabó Ernő
- Lőte Attila
- Páger Antal - rendőr ezredes
- Ács Rózsi
- Árva János
- Benkő Gyula
- Csűrös Karola
- Dajbukát Ilona
- Deák Sándor
- Dömsödi János
- Farkas Antal - Kárász János
- Fonyó József - Grúber Sándor
- Garics János
- Győrffy György
- Kautzky József
- Kollár Béla
- Kovács Károly
- Molnár Tibor
- Márky Géza
- Nagy István
- Psota Irén
- Pető László
- Sallai Kornélia
- Siménfalvy Sándor
- Somogyvári Pál
- Sinkovits Imre
- Szatmári István
- Zilahi Hédi - Takács Gizi
- Basilides Zoltán
- Orsolya Erzsi